# Badminton na Letniej Uniwersjadzie 2013
Badminton na Letniej Uniwersjadzie 2013 – zawody badmintonowe, które odbywały się między 5 a 11 lipca 2013. Zawodnicy i zawodniczki rywalizowali na obiektach Tennis Academy w Kazaniu.

## Klasyfikacja medalowa
| Miejsce | Państwo          | Złoto | Srebro | Brąz | Razem |
| ------- | ---------------- | ----- | ------ | ---- | ----- |
| 1.      | Korea Południowa | 5     | 0      | 2    | 7     |
| 2.      | Tajlandia        | 1     | 0      | 2    | 3     |
| 3.      | Chiny            | 0     | 4      | 1    | 5     |
| 4.      | Chińskie Tajpej  | 0     | 1      | 3    | 4     |
| 5.      | Rosja            | 0     | 1      | 1    | 2     |
| 6.      | Malezja          | 0     | 0      | 3    | 3     |
| Razem   | Razem            | 6     | 6      | 12   | 24    |

## Medaliści
| Konkurencja     | Złoty medal | Srebrny medal | Brązowy medal |
| singel kobiet   | Sung Ji-hyun | Tai Tzu-ying | Porntip Buranaprasertsuk |
| singel kobiet   | Sung Ji-hyun | Tai Tzu-ying | Yao Xue |
| singel mężczyzn | Tanongsak Saensomboonsuk | Gao Huan | Chou Tien-chen |
| singel mężczyzn | Tanongsak Saensomboonsuk | Gao Huan | Iskandar Zulkarnain |
| debel kobiet    | Korea Południowa · Chang Ye-na · Kim So-young | Chiny · Luo Yu · Tian Qing | Malezja · Chow Mei Kuan · Lee Meng Yean |
| debel kobiet    | Korea Południowa · Chang Ye-na · Kim So-young | Chiny · Luo Yu · Tian Qing | Korea Południowa · Lee So-hee · Shin Seung-chan |
| debel mężczyzn  | Korea Południowa · Ko Sung-hyun · Lee Yong-dae | Rosja · Władimir Iwanow · Iwan Sozonow | Korea Południowa · Hong Ji-hoon · Kim Ki-jung |
| debel mężczyzn  | Korea Południowa · Ko Sung-hyun · Lee Yong-dae | Rosja · Władimir Iwanow · Iwan Sozonow | Malezja · Loh Wei Sheng · Jagdish Singh |
| mikst (debel)   | Korea Południowa · Kim Ki-jung · Kim So-young | Chiny · Liu Cheng · Tian Qing | Rosja · Władimir Iwanow · Nina Wisłowa |
| mikst (debel)   | Korea Południowa · Kim Ki-jung · Kim So-young | Chiny · Liu Cheng · Tian Qing | Chińskie Tajpej · Chen Hung-ling · Wang Pei-rong |
| mikst (zespół)  | Korea Południowa · Chang Ye-na · Hong Ji-hoon · Kim Ki-jung · Kim Min-gi · Kim So-young · Ko Sung-hyun · Lee So-hee · Lee Yong-dae · Shin Seung-chan · Sung Ji-hyun | Chiny · Chen Luoxun · Chen Xi · Gao Huan · Li Gen · Liu Cheng · Luo Yu · Sun Yu · Suo Di · Tian Houwei · Tian Qing · Yao Xue · Zhang Zhijun | Tajlandia · Savitree Amitrapai · Akarawin Apisuk · Inkarat Apisuk · Pacharakamon Arkornsakul · Porntip Buranaprasertsuk · Chanida Julrattanamanee · Suwat Phaisansomsuk · Pisit Poodchalat · Rawinda Prajongjai · Tanongsak Saensomboonsuk · Pijtjan Wangpaiboonkij · Sermsin Wongyaprom |
| mikst (zespół)  | Korea Południowa · Chang Ye-na · Hong Ji-hoon · Kim Ki-jung · Kim Min-gi · Kim So-young · Ko Sung-hyun · Lee So-hee · Lee Yong-dae · Shin Seung-chan · Sung Ji-hyun | Chiny · Chen Luoxun · Chen Xi · Gao Huan · Li Gen · Liu Cheng · Luo Yu · Sun Yu · Suo Di · Tian Houwei · Tian Qing · Yao Xue · Zhang Zhijun | Chińskie Tajpej · Chen Hung-ling · Chiang Kai-hsin · Chou Tien-chen · Kuo Yu-wen · Lin Yen-ju · Lu Chia-pin · Pai Hsiao-ma · Tai Tzu-ying · Tsai Pei-lin · Wang Chih-hao · Wang Pei-rong · Yang Chih-hsun                                                                                |